# Девід Дастмалчян
Девід Дастмалчян (англ. David Dastmalchian нар. 21 липня 1977 , Філадельфія, Пенсільванія, США) — американський актор кіно і телебачення. На початку кар'єри отримав визнання як театральний виконавець в постановках «Скляний звіринець» і «Поховане дитя». Крім цього відомий широкій публіці завдяки ролі Курта у фільмі «Людина-мураха» (2015) і його продовженні «Людина-мураха і Оса» (2018), а також Мердока в серіалі «Новий агент МакГайвер» і Абри Кадабри в серіалі «Флеш». Часто співпрацює з режисером Дені Вільневом, знявся в трьох його фільмах.

## Раннє життя
Дастмалчян народився в Пенсільванії і виріс в Оверленд-Парку, штат Канзас, де навчався в середній школі. Після цього вступив до театральної школи при Університеті Деполя. Має іранське, італійське, ірландське, англійське й вірменське коріння. До початку акторської кар'єри протягом п'яти років страждав від героїнової залежності, перш ніж пройшов курс реабілітації. Цей період його життя ліг в основу фільму «Тварини».

## Кар'єра
Дебют Дастмалчяна в повнометражному кіно відбувся в стрічці Крістофера Нолана «Темний лицар» (2008), де він зіграв божевільного поплічника Джокера на ім'я Томас Шифф. Високі оцінки кінокритиків отримав персонаж Боб Тейлор зіграний Дастмалчяном у фільмі «Полонянки» (2013) Дені Вільнева. Так, Річард Корлісс з журналу Time назвав гру актора «чудовою — [його герой вийшов] балакучим, скромним з деякою тонкою зрадницькою психопатією», а Пол Макіннес з The Guardian порівняв його появу в якості підозрюваного з введенням в сюжет персонажа Кевіна Спейсі у фільмі «Сім». Згодом Дастмалчян знявся ще в двох картинах Вільнева — «Той, хто біжить по лезу 2049» і «Дюні».
У березні 2014 року Дастмалчян був удостоєний спеціального призу журі «За мужність в розповіданні історій» на кінофестивалі South by Southwest. Він самостійно написав сценарій і знявся в повнометражному фільмі «Тварини» режисера Коліна Шіффлі. Ешлі Морено з The Austin Chronicle приписує сценарію Дастмалчяна «справжність, якої часто не вистачає в фільмах про зловживання наркотиками». У свою чергу Брайан Таллеріко з Film Threat аналогічним чином хвалить проривну самовіддачу актора, відзначаючи його здатність «викрити те почуття відрази до себе, яке прозирає в мові тіла наркомана, при цьому він не переграє».

## Фільмографія

### Фільми
| Рік  | Назва                                  | Роль                           | Примітки                                                      |
| ---- | -------------------------------------- | ------------------------------ | ------------------------------------------------------------- |
| 2008 | Темний лицар                           | Томас Шифф                     |                                                               |
| 2009 | Вершники                               | Терренс                        |                                                               |
| 2012 | Say When                               | Демон                          |                                                               |
| 2012 | Cass                                   | Джошуа Вайтмор                 |                                                               |
| 2012 | Недоторканний Александр                | Хенк                           |                                                               |
| 2012 | Суші girl                              | Нельсон                        |                                                               |
| 2012 | Singled Out                            | Люк                            |                                                               |
| 2013 | Saving Lincoln                         | майор Екерт                    |                                                               |
| 2013 | The Employer                           | Джейм Харріс                   |                                                               |
| 2013 | Полонянки                              | Боб Тейлор                     |                                                               |
| 2014 | Тварини                                | Джуд                           | Автор сценарію SXSW Film Festival — Special Jury Prize Winner |
| 2014 | Angry Video Game Nerd: The Movie       | Сержант LJ Ng                  | камео                                                         |
| 2015 | Хронік                                 | Бернард                        |                                                               |
| 2015 | Людина-мураха                          | Курт                           |                                                               |
| 2017 | Експеримент «Офіс»                     | Лонні Крейн                    |                                                               |
| 2017 | Той, що біжить по лезу 2049            | Коко                           |                                                               |
| 2018 | Людина-мураха і Оса                    | Курт                           |                                                               |
| 2018 | Пташиний короб                         | мародер                        |                                                               |
| 2018 | Мільйон маленьких шматочків            | Рой                            |                                                               |
| 2018 | The Domestics                          | Віллі Каннінгем                |                                                               |
| 2018 | Relaxer                                | Кем                            |                                                               |
| 2018 | All Creatures Here Below               | Генсен                         | Автор сценарію                                                |
| 2019 | Teacher                                | Джеймс Льюїс                   |                                                               |
| 2019 | Джей в Голлівуді                       | свідок                         |                                                               |
| 2019 | Джей і Мовчазний Боб: Перезавантаження | офіцер спецназу                |                                                               |
| 2021 | Бетмен: Довгий Гелловін                | Джуліан Дей / Людина-календарь | Озвучення                                                     |
| 2021 | Загін самогубців: Місія навиліт        | Абнер Крилл / Людина-в-Горошок |                                                               |
| 2021 | Дюна                                   | Пітер Де Врійе                 |                                                               |
| 2022 | Дивний: Історія Ела Янковича           | Джон Дікон                     | камео                                                         |
| 2023 | Людина-мураха та Оса: Квантоманія      | Веб                            |                                                               |
| 2023 | Бостонський душитель                   | Альберт Де Сальво              |                                                               |
| 2023 | Бугімен                                | Лестер                         |                                                               |
| 2023 | Оппенгеймер                            | Вільям Л. Борден               |                                                               |
| 2023 | Остання подорож «Деметра»              | Войчек                         |                                                               |
| 2024 | Вона слухає                            | Блискавка                      |                                                               |
| 2024 | Життя Чака                             | скорботний батько              |                                                               |
| 2024 | Ніч з дияволом                         | Джек Делрой                    |                                                               |
| 2026 | Пиловий кролик                         |                                |                                                               |

### Телебачення
| рік         | Назва                 | роль            | Примітки                                                                    |
| ----------- | --------------------- | --------------- | --------------------------------------------------------------------------- |
| 2008        | Швидка допомога       | юнак            | Епізод: «Heal Thyself»                                                      |
| 2012        | The League            | працівник моргу | Епізод: «Judge MacArthur»                                                   |
| 2013        | Рей Донован           | учитель         | Епізод: «Black Cadillac»                                                    |
| 2014        | CSI: Місце злочину    | Лі Кросбі       | Епізод: «Killer Moves»                                                      |
| 2014        | Майже людина          | Саймон          | Епізод: «Simon Says»                                                        |
| 2014        | Intruders             | Оз Тернер       | Епізод: «She Was Provisional»                                               |
| 2015        | CSI: Кіберпростір     | Логан Рівз      | Епізод: «Family Secrets»                                                    |
| 2016        | 12 мавп               | Кайл Слейд      | Епізоди: «Bodies of Water» і «Immortal»                                     |
| 2016 — 2021 | Новий агент МакГайвер | Мердок          | 11 епізодів                                                                 |
| 2017        | Готем                 | Дуайт Поллард   | Епізоди: «Ghosts» та «Smile Like You Mean It»                               |
| 2017, 2021  | Флеш                  | Абра Кадабра    | Епізоди: «Abra Kadabra» і «Central City Strong»                             |
| 2017        | Твін Пікс: Повернення | Воррік          | Епізоди: «The Return, Part 4», «The Return, Part 5» і «The Return, Part 10» |
| 2017        | Svengoolie            | камео           | Гість в студії, 2 появи                                                     |
| 2019        | Розправа              | Джонсон         | 9 епізодів                                                                  |
| 2021        | А що як…?             | Курт            | Епізод: «А що як... Зомбі?!»                                                |
| 2023        | Чудотворці            | Угулус Слизь    | Епізод: «H.O.A»                                                             |
| 2024        | Новобранець           | Рей Воткінс     | Епізоди: «The Vow» та «Episodes: "Secrets and Lies»                         |
| 2025        | One Piece             | Mr. 3           | 2 сезон                                                                     |
| 2025        | Вбивцебот             | Ґуратін         |                                                                             |